# Keffieh
Ne doit pas être confondu avec Chèche.

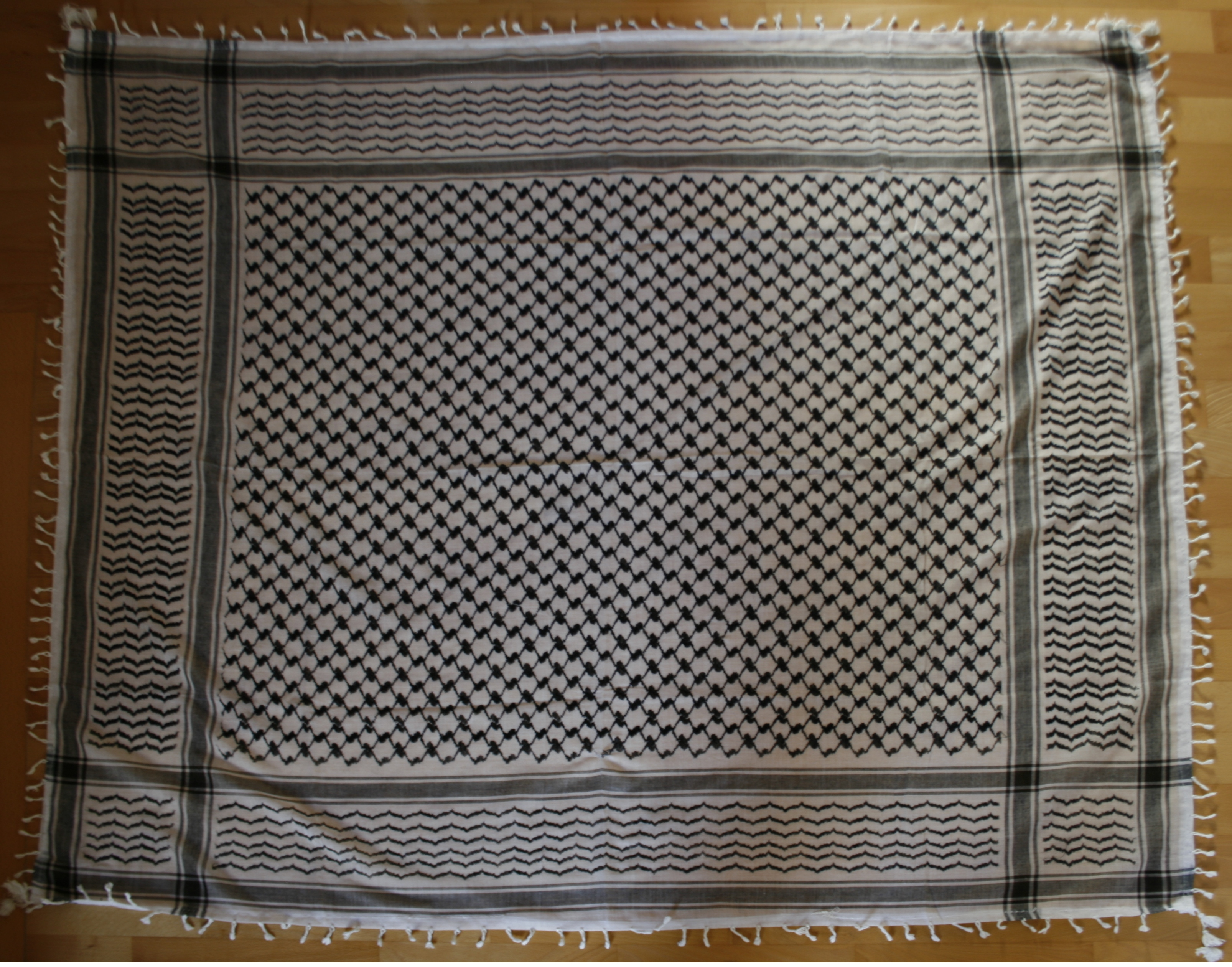
Un keffieh palestinien noir et blanc classique.

Le keffieh (/ke.fje/ ; de l'arabe : كُوفِيَّة (kūfiyya)), également francisé en kéfié, est la coiffe traditionnelle moyen-orientale, portée en Irak, en Syrie, au Liban, en Palestine, en Jordanie, dans la péninsule Arabique (en particulier les pays du golfe Persique), dans le Sud tunisien, et par les Assyriens, les Kurdes et les Bédouins. Cette pièce de coton, qui servait aux paysans à se préserver du vent, du soleil et du sable, permettait de distinguer les citadins des ruraux. Le keffieh noir et blanc est devenu l'emblème des Palestiniens et rappelle également la révolte arabe de 1936-1939.
Issu de la région appelée anciennement « al-Hijaz », « al-Iraq », « al-Yaman », « Accham » et « Filistin », il s'est généralisé au point de devenir un élément de costume commun à beaucoup d'habitants des pays orientaux du monde arabe, et, au-delà de cette région, il s'est popularisé dans le monde entier.
Le keffieh a été adopté en Occident par divers courants idéologiques de gauche, notamment par les militants anarchistes, puis son usage s'est étendu sans signification particulière.

## Description
Fait de tissu (traditionnellement coton mais la viscose l'a en partie supplanté, dans certaines productions), il servait originellement à masquer le visage pour se protéger du soleil et des tempêtes de sable. Il est parfois maintenu en place par un anneau de cordelette appelé agal (en arabe : عِقَال, ʿiqāl, prononciation bédouine : ʿigal).
Le keffieh est le symbole des Palestiniens, mais il existe différents motifs et le nom qu'on lui donne en dépend :
- Le keffieh est la coiffe des citadins, portée en Irak et au Levant ;
- La ghutra est la coiffe des nobles, portée dans le Golfe et dans la péninsule Arabique ;
- La shemagh est la coiffe des Bédouins, portée dans la péninsule Arabique ;
- Le muzzar est la coiffe portée par les habitants d'Oman et du Yémen.

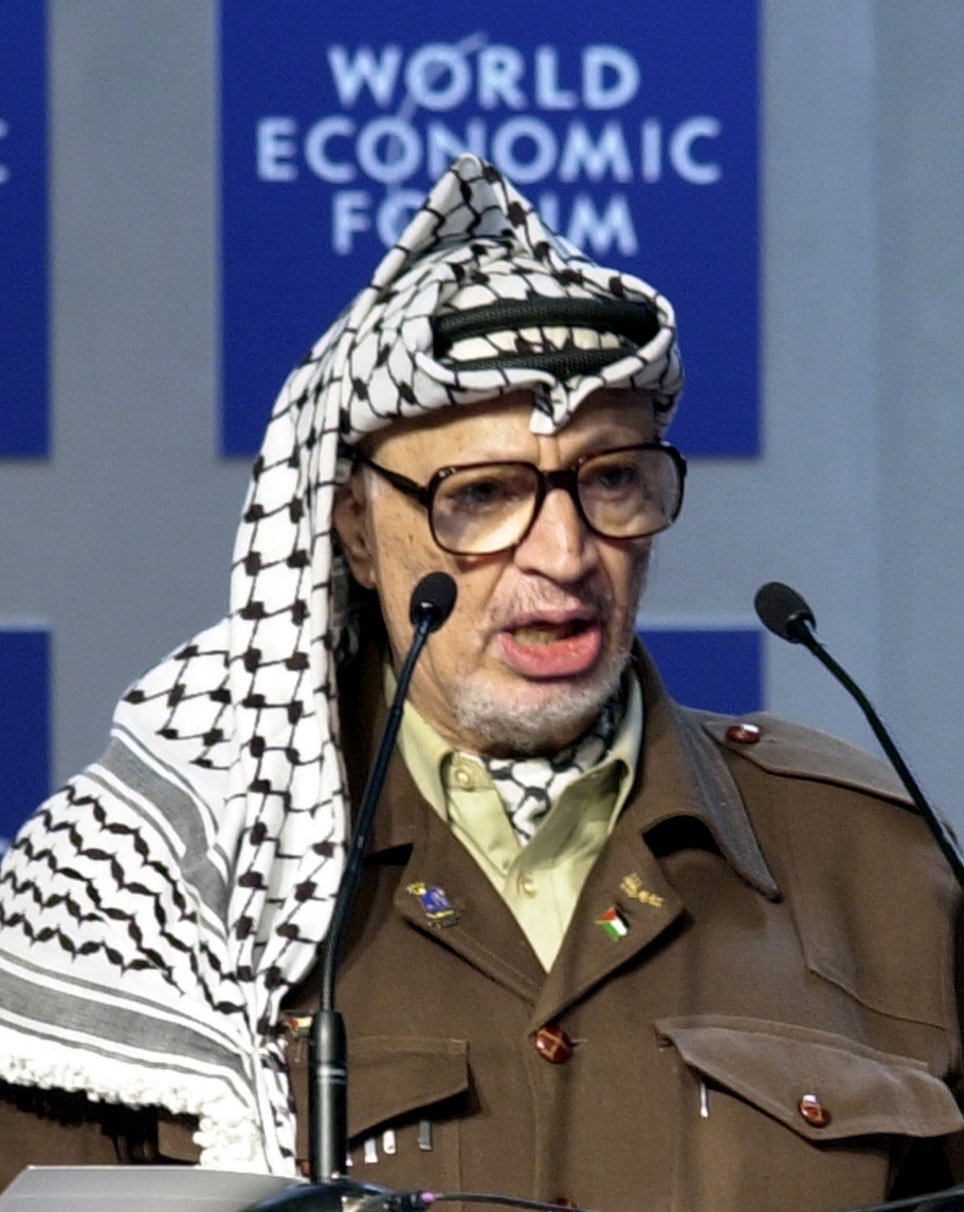
Yasser Arafat portant un keffieh.
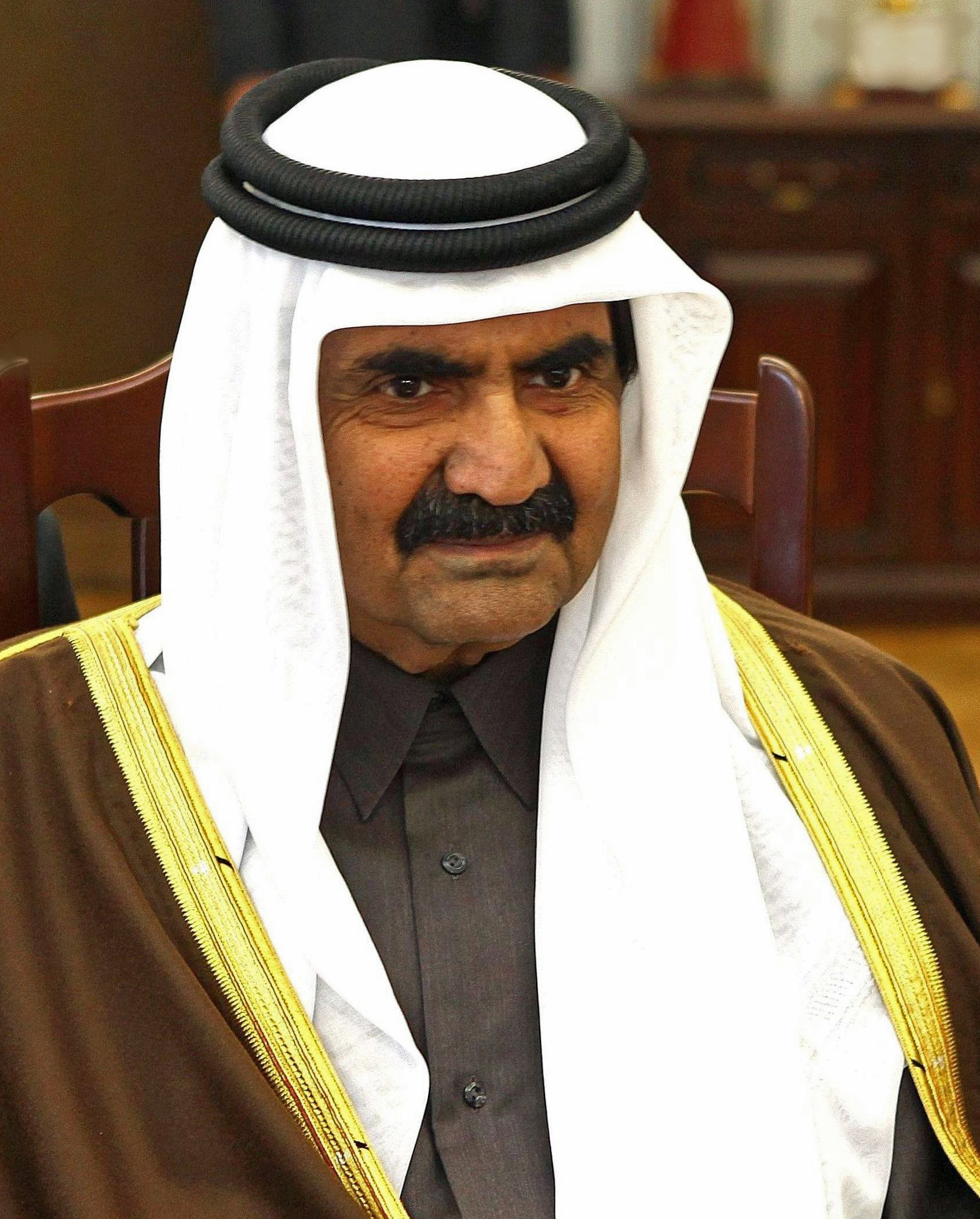
Hamad ben Khalifa Al Thani portant une ghutra.
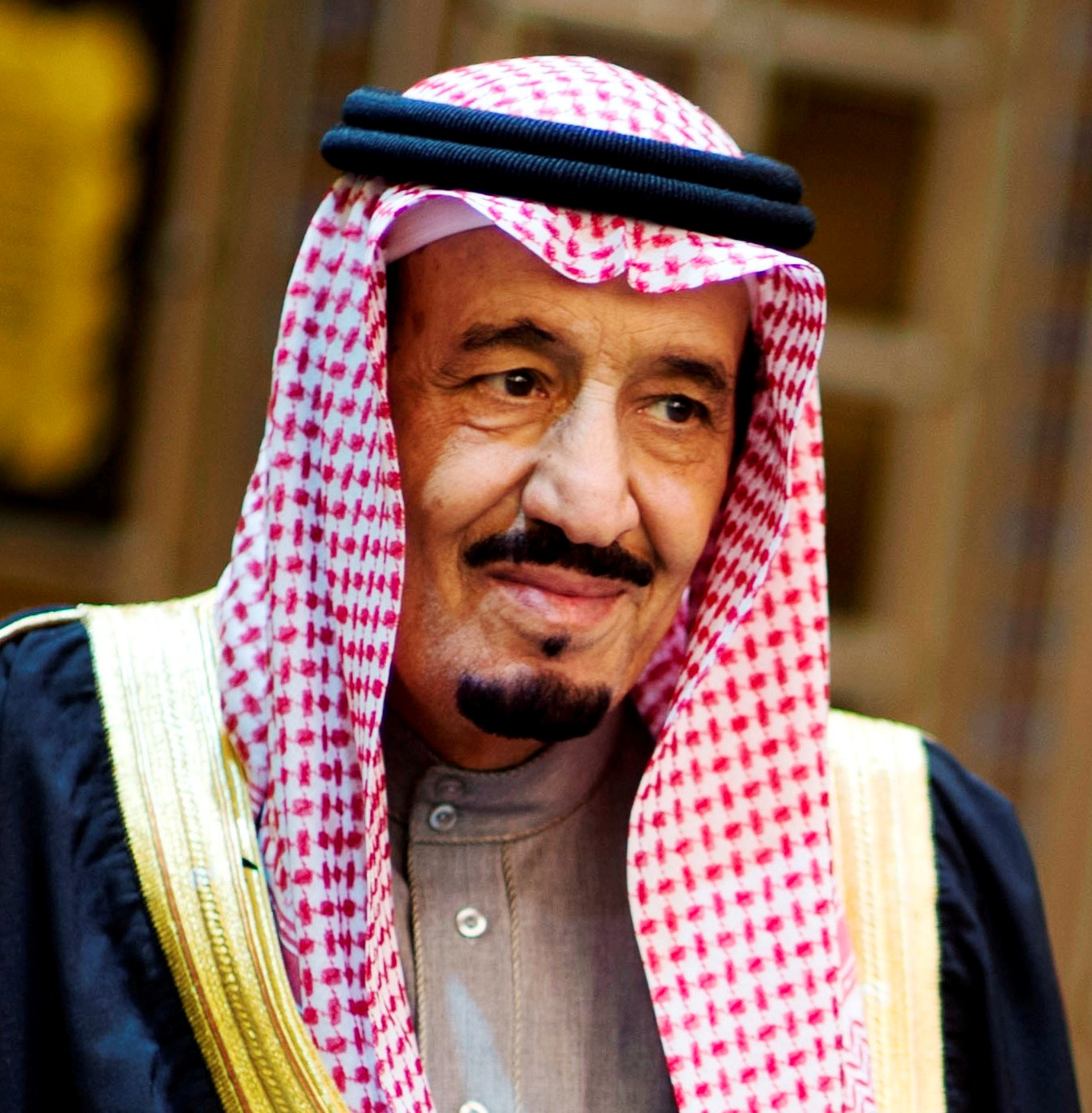
Salmane ben Abdelaziz Al Saoud portant une shemagh.
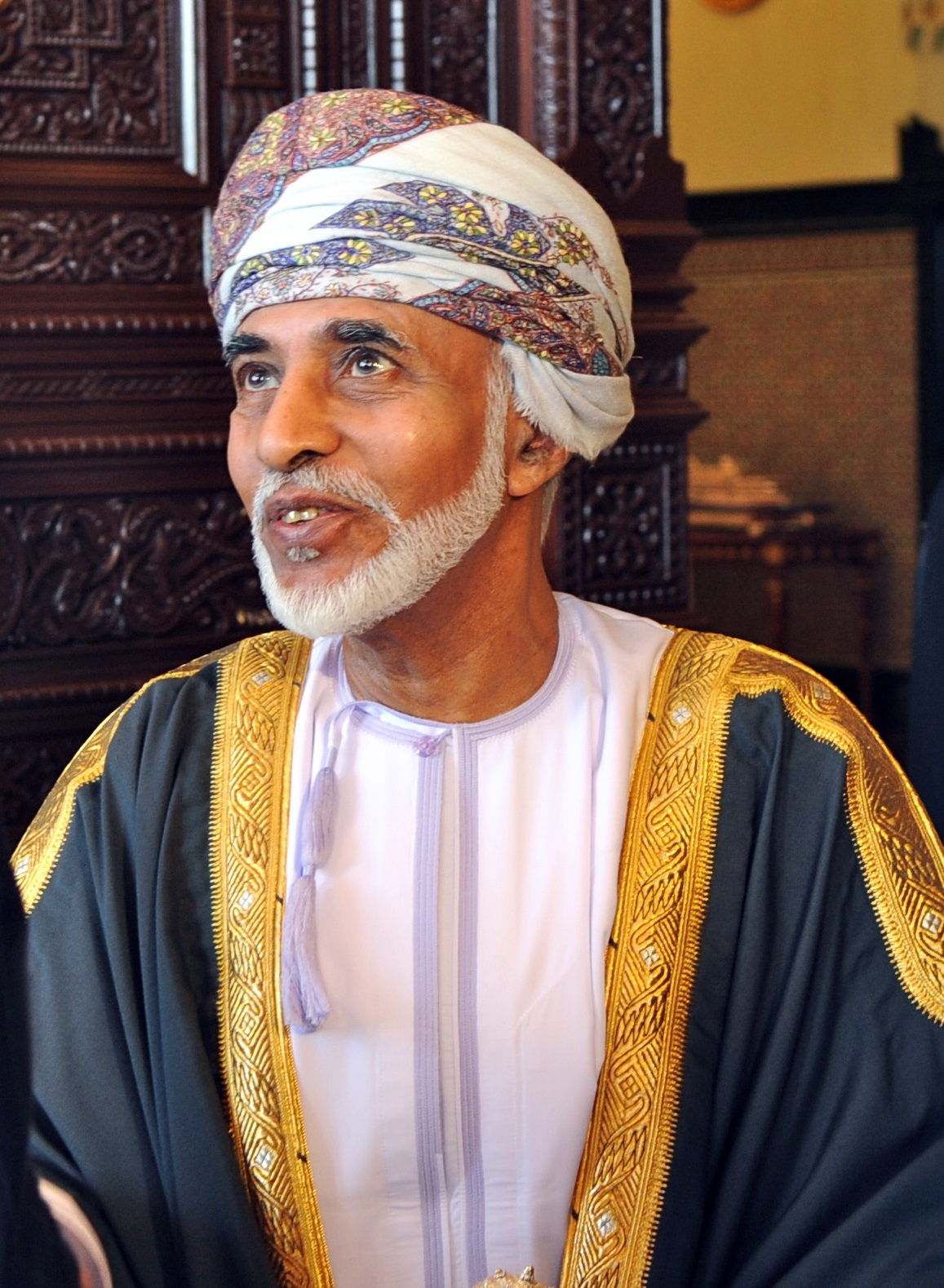
Qabous ibn Saïd portant un muzzar.

## Étymologie
Le mot « keffieh », prononcé en arabe [l-kufiyya], vient du nom de la ville de Koufa à 170 km de Bagdad, en Irak, et qui était un haut-lieu de savoir. L'origine des motifs apparents sur la « keffieh » vient de l'art de la calligraphie arabe du style kouffien [l-khatt l-kuffi], un style créé dans cette même ville.
Reinhart Dozy estime par contre que le terme « keffieh » a une étymologie commune avec l'italien cuffia, l'espagnol cofia, le français coiffe et le portugais coifa, et a été emprunté aux Italiens qui, au Moyen Âge, commerçaient dans les ports d'Égypte et de Syrie.

## Historique

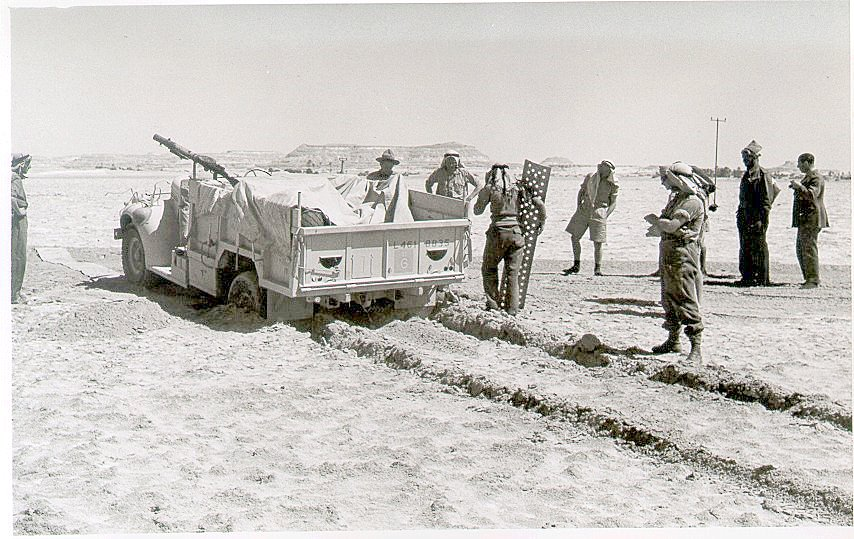
Soldats du Long Range Desert Group portant des keffiehs, 1942.

Au cours de la révolte arabe de 1936-1939 menée contre la présence anglaise en Palestine, le keffieh revêt alors une importance capitale pour les Palestiniens. En effet, les révolutionnaires portaient alors le keffieh, qui leur servait à se protéger le visage et à ne pas être reconnu par les Britanniques. Mais cela les rendait bien évidemment plus repérables dans les villes et les arrestations se multipliaient, les porteurs du keffieh étant considérés comme des opposants. Le 27 août 1938, un appel est lancé à toute la population par les chefs de la révolte à porter le keffieh. Les citadins abandonnèrent le tarbouche (signe de distinction sociale) pour porter le keffieh, qui était une coiffe paysanne,.

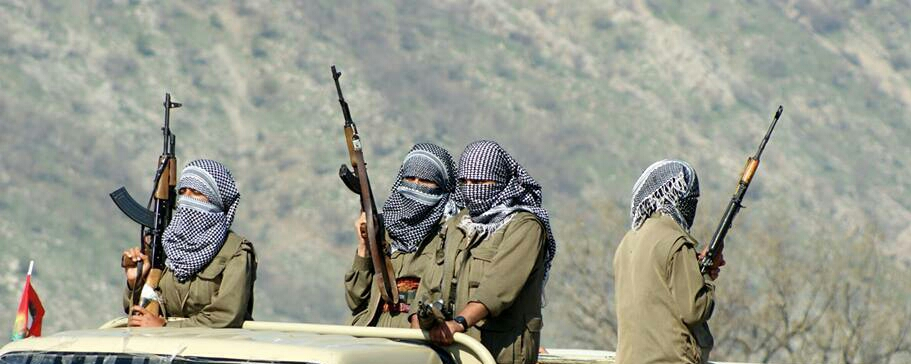
Keffieh portée par des combattants Kurdes du PKK.

De même que le chèche pour les troupes françaises, le keffieh est porté par les forces armées de l'Empire britannique stationnées au Proche-Orient depuis presque un siècle. Mais c'est durant la Seconde Guerre mondiale et plus particulièrement durant la campagne en Afrique du Nord que son usage s'est généralisé dans les troupes déployés dans des zones aux températures élevées. Il est utilisé par ces militaires pour sa fonction première de protection contre le soleil et la poussière.
Actuellement, de nombreuses troupes de l'OTAN le portent sous l'appellation shemagh en Afghanistan ou en Irak, même s'il n'est fourni systématiquement qu'à certaines troupes du Commonwealth. Il est particulièrement prisé dans des troupes embarquées qui sont constamment exposées aux projections de sable et de poussière causées par le mouvement des véhicules.

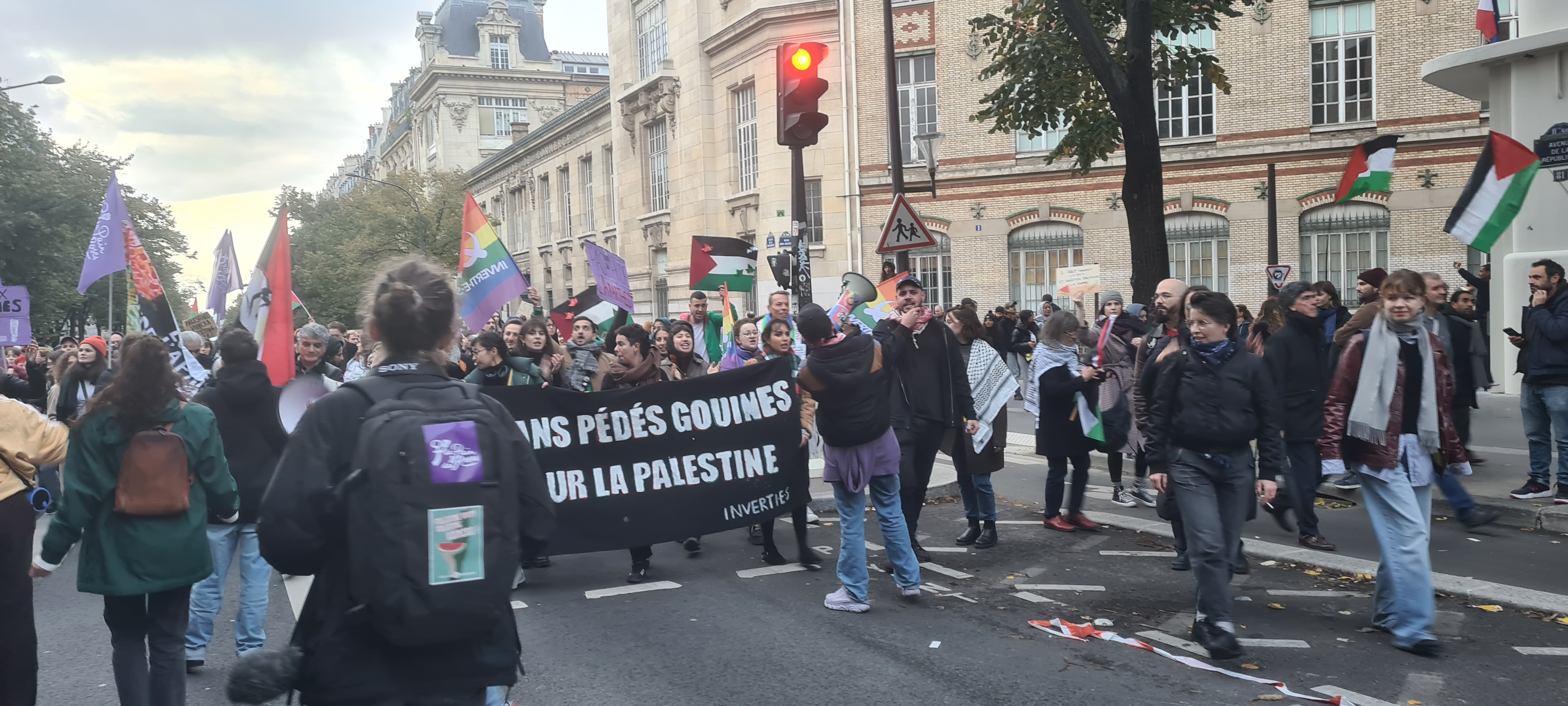
Utilisation du keffieh en manifestation pacifique à Paris pour un cessez le feu à Gaza. Ici soutenu par le collectif Trans Pédé Gouine qui se positionne contre l'impérialisme (Paris, 2023).

Mais le keffieh fut surtout popularisé par Yasser Arafat dans les années 1960 lorsqu'il se fit remarquer comme leader de l'OLP. Le keffieh reste le plus important symbole des militants palestiniens.
Dès les années 1980, le keffieh fut adopté en Europe par les militants de mouvements anarchistes. Le keffieh est devenu également un objet de mode à la fin de la décennie 2000, prenant des couleurs n'ayant pas de lien avec le keffieh originel (bleu, rose, vert, jaune), apparaissant même dans des défilés de grands créateurs de mode parisiens,,.

## Couleurs
Les couleurs de ceux utilisés par les militaires varient :
- sable pour ceux qui équipent les soldats britanniques,
- vert olive pour les soldats irlandais en passant par le brun ainsi que d'autres agencements de couleurs traditionnelles.

Pour les Palestiniens, sa couleur indique la faction à laquelle appartient le porteur : 
- vert et blanc est le symbole du Hamas,
- noir et blanc est le symbole du Fatah,
- rouge et blanc est le symbole du FPLP[7].

Son port reste bien souvent assimilé à un soutien à la cause palestinienne.

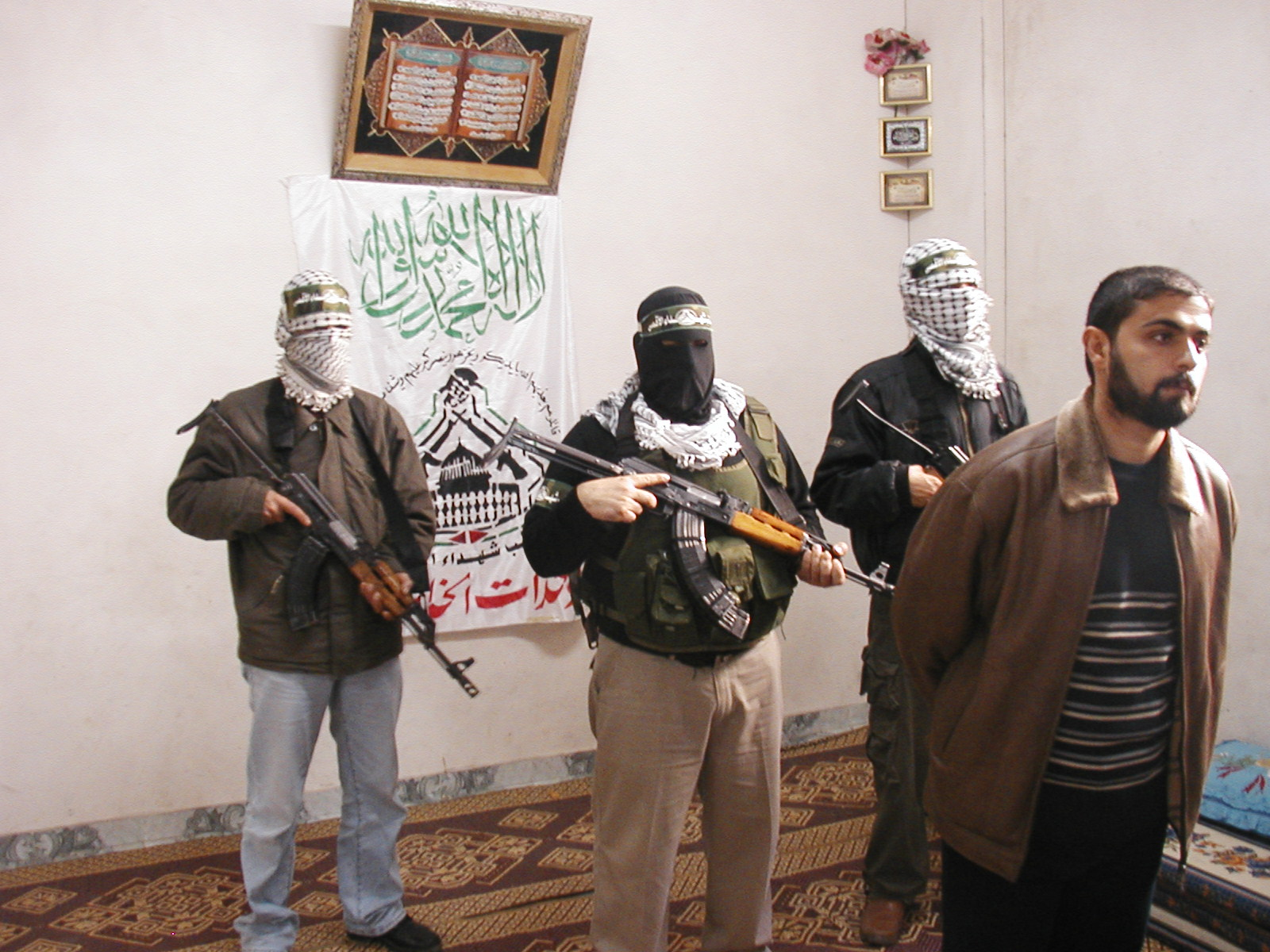
Utilisation du keffieh par les groupes palestiniens.

Lors de la Coupe du monde de football 2022, les ghutra et shemagh sont proposés de manière personnalisée aux couleurs des équipes qualifiées pour le tournoi. De même,, la dishdasha qui accompagne ces couvre-chefs est également personnalisée. Ces habits sont ainsi comparés aux vuvuzelas lors de la Coupe du monde de football 2010 en Afrique du Sud.